# Australijska odmiana języka angielskiego
Australijska odmiana języka angielskiego (ang. Australian English) – odmiana języka angielskiego używana w Australii.

## Historia
Pierwszym australijskim słowem, które zostało zapisane, było kangaroo (kangur). Słowo to zostało zapisane przez kapitana Jamesa Cooka w 1770 w czasie jego pierwszej podróży do Australii. Cook napotkał wówczas szereg plemion zamieszkujących obszary leżące w pobliżu rzeki Endeavour. Ku zdziwieniu Cooka, a w późniejszym czasie także innych białych kolonistów Australii, jak np. gubernatora Australii Arthura Phillipa, którzy założyli, że wszyscy australijscy Aborygeni mówią podobnym językiem, słowo to nie zostało rozpoznane przez inne plemiona australijskie. W późniejszym okresie nie zostało także rozpoznane przez Aborygenów należących do plemion, od których rzekomo pochodziło. Niepewne pochodzenie tego słowa miało odbicie w miejskiej legendzie głoszącej, że Cook zapisał słowa „nie rozumiem cię” zamiast nazwy zwierzęcia, ale ostatecznie w 1976 r. lingwista John B. Havviland dowiódł, że słowo kangaroo wywodzi się od nazwy rzadkiego gatunku kangura nazywanego w jednym z lokalnych narzeczy „gangurru”.
W miarę napływu osadników i zesłańców z całej Anglii, w Australii rozpoczął się proces powstawania nowego akcentu, mieszanka dialektów i akcentów „zlała” się w nowy, oryginalny akcent. James Dixon, który odwiedził Australię w 1820 r. opisał zasłyszaną u dzieci mowę: „Dzieci urodzone w kolonii mówią ładniejszym, czystszym i bardziej harmonijnym językiem niż słyszy się zazwyczaj w Anglii. Fuzja wielu różnorodnych dialektów poprawiła sposób wypowiadania poszczególnych słów”. Podobnie pisał 10 lat później George Bennett, który opisał australijski akcent jako „bardzo czysty” i zauważył brak regionalnego czy klasowego zróżnicowania akcentów.
W kolonii ewoluował nie tylko akcent, ale i słownictwo, słowa zapożyczane z różnych dialektów nabierały zupełnie nowych znaczeń, powstawały też nowe słowa potrzebne do opisania rzeczywistości nowego kraju. Przykładem słów, których znaczenie zostało zmienione, mogą być np. creek i paddock. W ówczesnym brytyjskim angielskim słowo creek oznaczało ujście rzeki do morza czy małą zatoczkę, w Australii używano go, i używa się nadal, na określenie małego strumienia. Słowo paddock oryginalnie oznaczało „wybieg dla koni”, w Australii używane jest na określenie dowolnego obszaru ogrodzonego płotem.
Typowym narodzonym w Australii słowem jest nieznanego pochodzenia słowo pom lub pommy – pejoratywne określenie na Anglika, zazwyczaj używane w wyrażeniu whinging pom – „narzekający, stękający Angol”.

## Współczesny język australijski

### Słownictwo
Angielszczyzna australijska opiera się w głównej mierze na standardzie brytyjskim, ze znacznymi naleciałościami amerykańskiej odmiany tego języka, pewnymi elementami zapożyczonymi z języków europejskich oraz nielicznymi słowami zapożyczonymi z języków aborygeńskich.
Oprócz znanego na całym świecie słowa „kangaroo” innymi popularnymi zapożyczeniami z języków aborygeńskich są słowa takie jak: „boomerang” (bumerang), „billabong” (mały staw), „jumbuk” (owca) – te dwa ostatnie można usłyszeć w klasycznej piosence australijskiej „Waltzing Matilda”. Słownictwo aborygeńskie używane jest zazwyczaj do określania lokalnej flory i fauny oraz australijskich miejscowości – pisał o tym XIX-wieczny australijski poeta i pisarz John Lang:
I like the native names, as Parramatta,
And Illawarra, and Wolloomooloo,
Nandowra, Woogarora, Bulkomatta,
Tomah, Toonggabbie, Mitagong, Meroo;
Buckobble, Cumleroy, and Coolangatta,
The Warragumby, Bargo, Burradoo;
Cookbundoon, Carrabaiga, Wingecarribee.
The Wollondilly, Yurumbon, Bugarribbee.
Napływ amerykańskiego słownictwa do australijskiego angielskiego rozpoczął się w połowie XIX wieku w czasie australijskiej gorączki złota, kiedy to do Australii przyjechało wielu Amerykanów. Współcześnie australijski angielski „pożycza” słowa z obu języków, np. ciastko to zazwyczaj „biscuit” (brytyjski), a nie „cookie” (amerykański), choć oba słowa są w użyciu, ale już np. kran to „tap” (brytyjski) – amerykański „faucet” nie jest używany w języku codziennym, podobnie jak benzyna to „petrol” (brytyjski), a nie „gas” (amerykański), ale z drugiej strony ciężarówka – „truck” (amerykański) zamiast „lorry” (brytyjski).
Charakterystyczną cechą australijskiego jest używanie zdrobnień („diminutive”) czy skróconych wersji słów, najbardziej znane i najczęściej używane to np.:
- Aussie – Australian – Australijczyk
- cozzie – swimming costume – strój kąpielowy
- prezzie – present – prezent
- garbo – garbage collector – śmieciarz
- smoko – smoking break – przerwa na papierosa, krótka przerwa w pracy
- beaut arvo – beautiful afternoon – ładny wieczór
i wiele innych[5]

### Akcent
Istnieją trzy rodzaje akcentu australijskiego: broad, general i cultivated. Broad to kontinuum akcentów lokalnych, cultivated przypomina akcenty brytyjskie i jest ich naśladownictwem, wreszcie general to wariant pośredni między obydwoma wersjami i jest najczęściej używany. Akcent broad ma tendencje przesuwania samogłosek do pozycji frontowej, w stronę /i/, /e/ i /æ/, podczas gdy pozostałe akcenty preferują wymowę tylną.
Podstawą uznania australijskiej wymowy za odrębny system jest system samogłoskowy, a szczególnie sposób, w jaki realizuje się dyftongi. System spółgłoskowy zbliżony jest do RP z niewielkimi odstępstwami.
- Samogłoski znane w RP jaki /i:/ i /u:/ (jak w wyrazach see i do) realizuje się przez dyftong /əɪ/ i, znacznie rzadziej, /əʊ/. Zmiany te występują wszędzie a wymowa /i:/ stała się znakiem rozpoznawczym australijskiej angielszczyzny[7].
- dyftong znany w Received Pronunciation jako /eɪ/ ma pierwszy element bardziej otwarty, przedni lub tylny. Słyszalne jest to w wymowie wyrazu Australia i powitaniu g’day → /gə'daɪ/[7].
- Dyftong znany w RP jako /əʊ/, jak w wyrazie so, jest bardziej przedni i otwarty w swym początku. Akcent cultivated Australijczyków stara się używać wersji RP, bardziej przypominający /oʊ/.
- Pierwszy człon dyftongu /aɪ/, jak w wyrazie my. jest bardziej tylny i otwarty w wersji broad i general, przypominając wymowę /ɔɪ/[7].
- Dyftong znany w RP jako /aʊ/, jak w wyrazie /now/, jest przedni w akcentach broad i general i często podniesiony w stronę /æ/
- W nieakcentowanej sylabie szwa często zastępuje /ɪ/, np. hospital → /ˈhɒspətl/[7],
- Samogłoski sąsiadujące ze spółgłoskami nosowymi brzmią bardziej nosowo niż w RP. W wariancie broad takie wyrazy jak down mają mocno nosowe brzmienie.

### Różnice regionalne
Praktycznie jedyne różnice regionalne w australijskim angielskim łączą się z różnym słownictwem używanym w poszczególnych stanach, np. w Australii Południowej pojemnik truskawek to punnet, a w Sydney to chip, w Australii Południowej wózek dziecięcy to zazwyczaj pusher, a w Nowej Południowej Walii to stroller.
Bardzo zróżnicowane jest nazewnictwo miar pojemności piwa (szklanek, kufli i dzbanków):
| Nazwy różnej wielkości piwa w różnych miastach w Australii | Nazwy różnej wielkości piwa w różnych miastach w Australii | Nazwy różnej wielkości piwa w różnych miastach w Australii | Nazwy różnej wielkości piwa w różnych miastach w Australii | Nazwy różnej wielkości piwa w różnych miastach w Australii | Nazwy różnej wielkości piwa w różnych miastach w Australii | Nazwy różnej wielkości piwa w różnych miastach w Australii | Nazwy różnej wielkości piwa w różnych miastach w Australii | Nazwy różnej wielkości piwa w różnych miastach w Australii | Nazwy różnej wielkości piwa w różnych miastach w Australii |
| Pojemność | Sydney | Darwin | Brisbane | Adelaide | Hobart | Melbourne | Perth | Canberra |                                                            |
| --- | --- | --- | --- | --- | --- | --- | --- | --- | ---------------------------------------------------------- |
| 115 ml (4 fl oz) | – | – | – | – | small beer | – | shetland (pony) | – |                                                            |
| 140 ml (5 fl oz) | pony | – | small beer | pony | – | pony | pony | – |                                                            |
| 170 ml (6 fl oz) | – | – | – | – | six | small (glass) | bobbie | – |                                                            |
| 200 ml (7 fl oz) | seven | seven | beer | butcher | – | glass | glass | seven |                                                            |
| 225 ml (8 fl oz) | – | – | glass | – | eight | – | – | – |                                                            |
| 285 ml (10 fl oz) | middy | handle | pot | schooner | ten (ounce)/pot | pot | middy/half pint | middy |                                                            |
| 425 ml (15 fl oz) | schooner | schooner | schooner | pint | fifteen/schooner | schooner | schooner | schooner |                                                            |
| 570 ml (20 fl oz) | pint | pint | pint | imperial pint | pint | pint | pint | pint |                                                            |
| 1140 ml (40 fl oz) | jug | jug | jug | jug | jug | jug | jug | jug |                                                            |
| Notes: 1. Pogrubione nazwy i pojemności są popularne. 2. Kursywa oznacza nazwy rzadko używane. 3. fl oz to uncja objętości = 1/160 imperialnego galona = 28,41 cm³ | Notes: 1. Pogrubione nazwy i pojemności są popularne. 2. Kursywa oznacza nazwy rzadko używane. 3. fl oz to uncja objętości = 1/160 imperialnego galona = 28,41 cm³ | Notes: 1. Pogrubione nazwy i pojemności są popularne. 2. Kursywa oznacza nazwy rzadko używane. 3. fl oz to uncja objętości = 1/160 imperialnego galona = 28,41 cm³ | Notes: 1. Pogrubione nazwy i pojemności są popularne. 2. Kursywa oznacza nazwy rzadko używane. 3. fl oz to uncja objętości = 1/160 imperialnego galona = 28,41 cm³ | Notes: 1. Pogrubione nazwy i pojemności są popularne. 2. Kursywa oznacza nazwy rzadko używane. 3. fl oz to uncja objętości = 1/160 imperialnego galona = 28,41 cm³ | Źródła a. The Aussie Beer Baron b. What is not an Australian standard drink? c. Buying Beer in Australia d. Guidelines at a glance e. Ordering Beer f. Liquor Merchants Association of Australia | Źródła a. The Aussie Beer Baron b. What is not an Australian standard drink? c. Buying Beer in Australia d. Guidelines at a glance e. Ordering Beer f. Liquor Merchants Association of Australia | Źródła a. The Aussie Beer Baron b. What is not an Australian standard drink? c. Buying Beer in Australia d. Guidelines at a glance e. Ordering Beer f. Liquor Merchants Association of Australia | Źródła a. The Aussie Beer Baron b. What is not an Australian standard drink? c. Buying Beer in Australia d. Guidelines at a glance e. Ordering Beer f. Liquor Merchants Association of Australia |                                                            |

### Ortografia
Większość słów australijskiej odmiany angielskiego używa brytyjskiej ortografii, a za oficjalny słownik australijskiego uważany jest publikowany od 1981 r. Macquarie Dictionary. Jedynym znaczącym wyjątkiem jest słowo program, które pisane jest jak w amerykańskim, a nie brytyjskim angielskim programme. Ze względów historycznych używa się nazwy miasta Victor Harbor (zamiast brytyjskiego Harbour – pisownia Harbor wynikła najprawdopodobniej z prostej pomyłki) oraz Australian Labor Party (zamiast brytyjskiego Labour).